# Türkisfeenvogel
Der Türkisfeenvogel, Elfenblauvogel oder Türkis-Irene (Irena puella) ist ein südostasiatischer Singvogel aus der monogenerischen Familie der Feenvögel (Irenidae).

## Merkmale

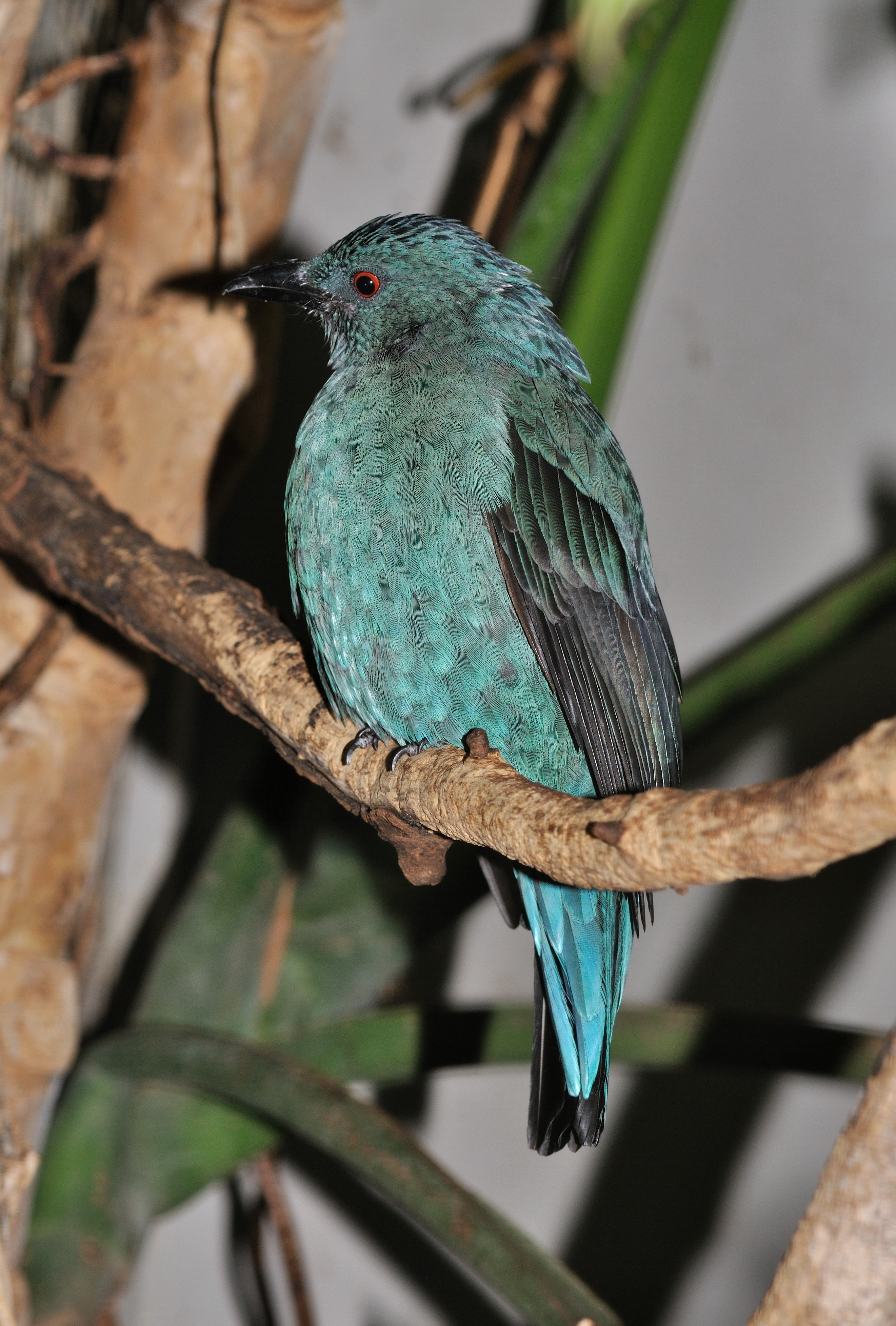
Weibchen

Die Männchen sind glänzend schwarz gefärbt mit leuchtend blauen Gefiederpartien. Die Weibchen sind türkisfarben mit grauen Flügeln und Schwanzfedern. Beide Geschlechter haben rote Augen.

## Vorkommen

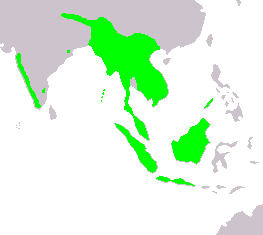
Verbreitung

Ein Verbreitungsgebiet erstreckt sich vom östlichen Himalaja über Südostasien bis nach Borneo und Java. Im südwestlichen Indien gibt es ein weiteres Verbreitungsgebiet.
Der Vogel lebt in dichten Tropenwäldern.

## Verhalten
Der Türkisfeenvogel ist meist hoch in den Baumwipfeln in kleinen Trupps unterwegs und sucht nach Früchten. Insekten, Spinnen und Nektar ergänzen die Nahrung.

## Fortpflanzung
Das Weibchen baut ein napfförmiges Nest aus Zweigen, Moos und Wurzeln in eine Astgabel und bebrütet auch die zwei bis vier Eier alleine. Das Männchen beteiligt sich an der Fütterung der Jungen.